# Kang Bo-Ra
Kang Bo-Ra (13 de noviembre de 2000) es una deportista surcoreana que compite en taekwondo. Ganó cuatro medallas en el Campeonato Asiático de Taekwondo entre los años 2018 y 2024.

## Palmarés internacional
| Campeonato Asiático | Campeonato Asiático          | Campeonato Asiático | Campeonato Asiático |
| Año                 | Lugar                        | Medalla             | Categoría           |
| ------------------- | ---------------------------- | ------------------- | ------------------- |
| 2018                | Ciudad Ho Chi Minh (Vietnam) | Medalla de oro      | –49 kg              |
| 2021                | Beirut (Líbano)              | Medalla de bronce   | –49 kg              |
| 2022                | Chuncheon (Corea del Sur)    | Medalla de bronce   | –49 kg              |
| 2024                | Đà Nẵng (Vietnam)            | Medalla de bronce   | –49 kg              |